# Nell Hall Hopman

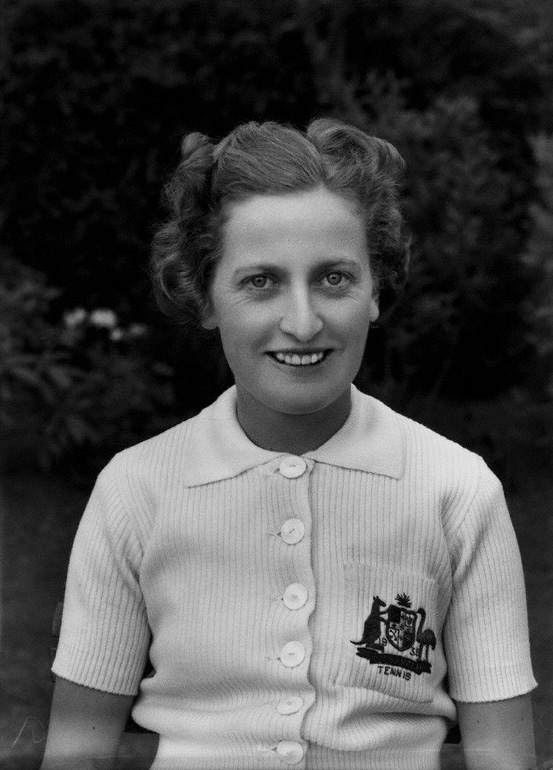
Nell Hall Hopman 1938

Eleanor „Nell“ Mary Hall Hopman (* 19. März 1909 in Sydney; † 10. Januar 1968 in Hawthorn, Victoria, Australien) war eine australische Tennisspielerin von 1930 bis in die frühen 1960er. Sie war die erste Ehefrau der australischen Tennislegende Harry Hopman.

## Karriere
Hopman gewann in den Jahren 1930, 1936, 1937 und 1939 mit ihrem Ehemann insgesamt vier Mixed-Titel bei den australischen Tennismeisterschaften (heute Australian Open). Sie erreichten als Mixed-Doppel beide 1935 das Finale in Wimbledon. 
Nell Hopman stand außerdem in Australien 1939 und 1947 in den Endspielen der Einzelkonkurrenz. 1954, fünfzehn Jahre nach ihrem letzten Triumph, siegte sie mit ihrer Doppelpartnerin, der Amerikanerin Maureen Connolly, im Damendoppel bei den französischen Tennismeisterschaften (heute French Open).
Die Australierin nahm an 58 Einzelkonkurrenzen bei Grand-Slam-Turnieren teil und war 57 Jahre alt, als sie ihre aktive Tenniskarriere beendete. Ab 1952 arbeitete sie für die United States Lawn Tennis Association und die Southern California Tennis Association. 
Nell Hall Hopman starb Anfang 1968 an den Folgen einer Operation, der sie sich wegen eines Gehirntumors unterziehen musste. 

## Persönliches
Am 13. Februar 1934 verlobte sie sich mit Harry Hopman. Die Hochzeit fand am 19. März 1934 in Sydney statt.